# Rutilius Pudens Crispinus
Rutilius Pudens Crispinus war ein römischer Senator des 3. Jahrhunderts n. Chr. Er gehörte 238 dem Gremium der Vigintiviri rei publicae curandae an und bekleidete spätestens in diesem Jahr den Konsulat.
Crispinus war italischer Herkunft und entstammte der plebejischen gens Rutilia. Er gehörte ursprünglich nicht der Nobilität an, sondern machte als homo novus Karriere. Am Beginn seiner Laufbahn stand das Amt als Befehlshaber (Präfekt) der in Ägypten stationierten Auxiliareinheit cohors I Lusitanorum equitata quingenaria, wobei es sich um die erste Stufe der sogenannten Tres militiae innerhalb des ritterlichen cursus honorum handelte. Bereits nach diesem ersten Amt wurde er in den Senatorenstand erhoben und hatte zunächst als Stadtquästor unter anderem die Aufsicht über das Staatsarchiv inne. Aufgrund seiner guten Beziehungen zum Kaiser Septimius Severus wurde er durch die praefectura urbi feriarum Latinarum geehrt, die allgemein jungen Mitgliedern hervorragender senatorischer Familien verliehen wurde.
Ab der Prätur übte Crispinus verschiedene prätorische Ämter aus – anscheinend meist nur für kürzere Zeit. Einige davon waren in der Reichsverwaltung angesiedelt, wie etwa die Überwachung der Finanzpolitik der umbrischen Städte Fanum (heute Fano) und Pisaurum (heute Pesaro) oder die des nach Norden führenden Straßensystems; andere wie die Legatur der in Kappadokien stationierten Legio XV Apollinaris waren militärischer Natur. Als Statthalter verwaltete er die Provinzen Lusitania, Thrakien (im Jahr 231), Syria Phoenice und (232/233) und Achaea (gegen Ende des Zeitraums zwischen 233 und 237). Spätestens im Sechskaiserjahr 238 bekleidete er als Suffektkonsul das Konsulat. Crispinus wurde 238 in das Gremium der Vigintiviri gewählt, eine wichtige Senatskommission, die die Kaiser Gordian I. und Gordian II. beriet und die Verteidigung Italiens gegen Maximinus Thrax organisierte. Vom Senat wurde er zum dux gewählt und leitete zusammen mit Tullius Menophilus die Verteidigung der belagerten Stadt Aquileia gegen Maximinus.
Anschließend war er Statthalter von Hispania citerior und kaiserlicher Beauftragter zur Durchführung des Zensus in den Provinzen Lugdunensis und Baetica.